# Schwarzer Bergbock
Der Schwarze Bergbock (Saphanus piceus) ist ein europäischer Bockkäfer.

## Merkmale
Der schwarze Bergbock ist einfarbig schwarz, kräftig gebaut und 14 bis 20 Millimeter lang. Der Halsschild ist breiter als lang, die Fühler sind ziemlich kurz und kompakt, bei den Männchen deutlich länger als bei den Weibchen. Die Deckflügel sind hinten gewölbt. Während sie bei den Männchen etwa parallel verlaufen und sich hinter der Mitte verschmälern, verbreitern sie sich bei den Weibchen.

## Unterarten
Neben Saphanus piceus piceus gibt es die Unterart Saphanus piceus ganglbaueri Brancsik, 1886, die sich von der Nominatform durch fehlende Längsstreifen oder Rippen auf den Flügeldecken unterscheidet. Sie lebt in Südosteuropa. Eine weitere Unterart ist Saphanus piceus bartolonii Sama & Rapuzzi, 1993 aus Griechenland.

## Verbreitung
Die Art hat ein ziemlich begrenztes Verbreitungsgebiet in den Gebirgen Süd- und Mitteleuropas. Der Schwarze Bergbock bewohnt vor allem die Alpen, die Abruzzen, die Gebirge des südöstlichen Europas, Tschechiens, Polens und der Slowakei sowie die Karpaten. In Deutschland kommt er meist selten in den Alpen, im Alpenvorland, im Bayerischen Wald und im Erzgebirge vor.

## Lebensweise
Die Larve entwickelt sich in zwei bis drei Jahren an feuchten, schattigen Stellen in den Wurzelstöcken und den untersten Teilen von daumen- bis armdicken Laubholzstämmen. Bevorzugt werden Hasel, Erle, Weide, daneben Buche, manchmal auch Fichte oder Tanne. Die Imago erscheint von Juni bis Juli. Sie nimmt keine Nahrung mehr zu sich, sitzt tagsüber untätig im Laub oder an einem Stamm und schwärmt nachts.